# Muhlenbergia rigens
Muhlenbergia rigens är en gräsart som först beskrevs av George Bentham, och fick sitt nu gällande namn av Albert Spear Hitchcock. Muhlenbergia rigens ingår i släktet muhlygräs, och familjen gräs. Inga underarter finns listade i Catalogue of Life.

## Bildgalleri

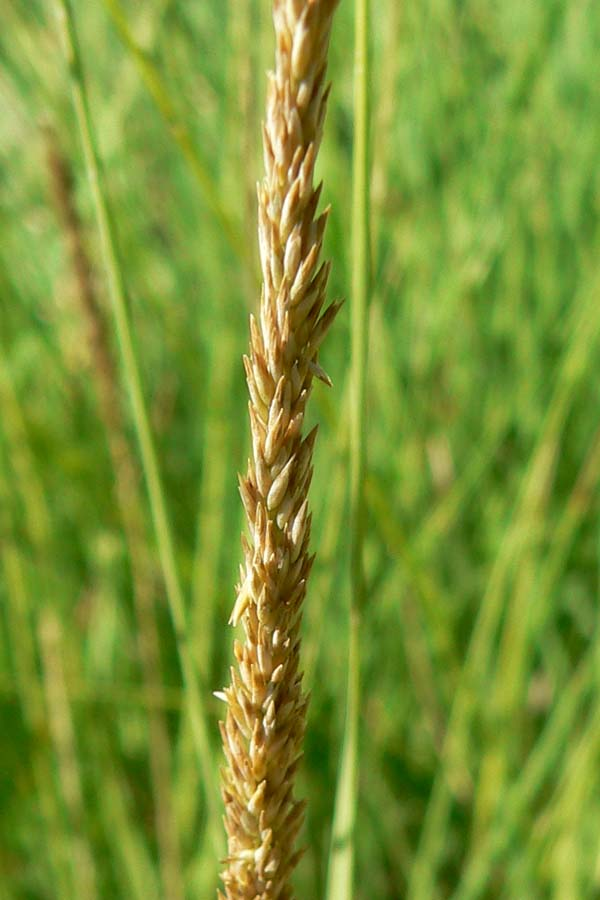
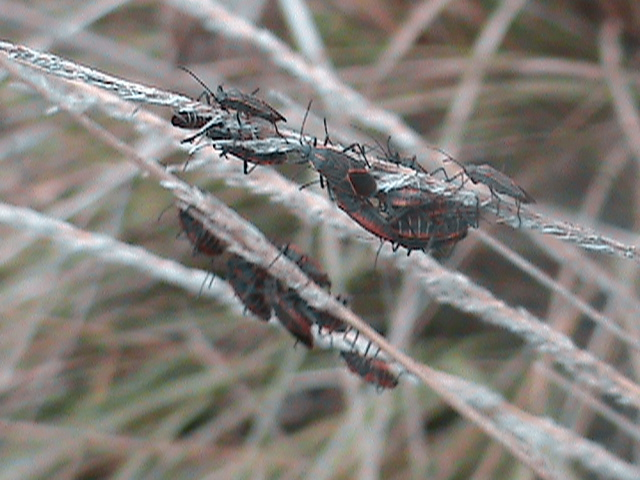
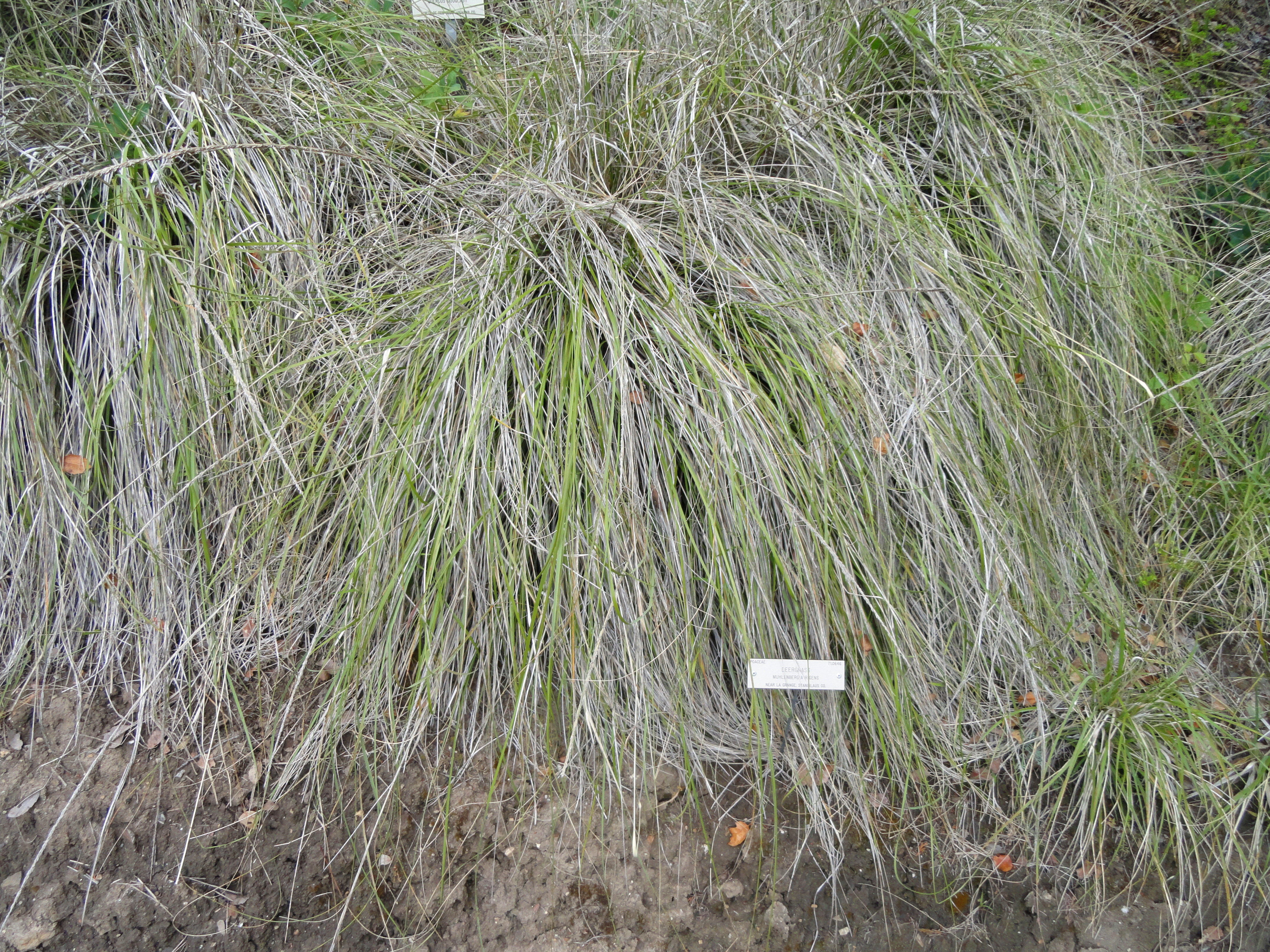
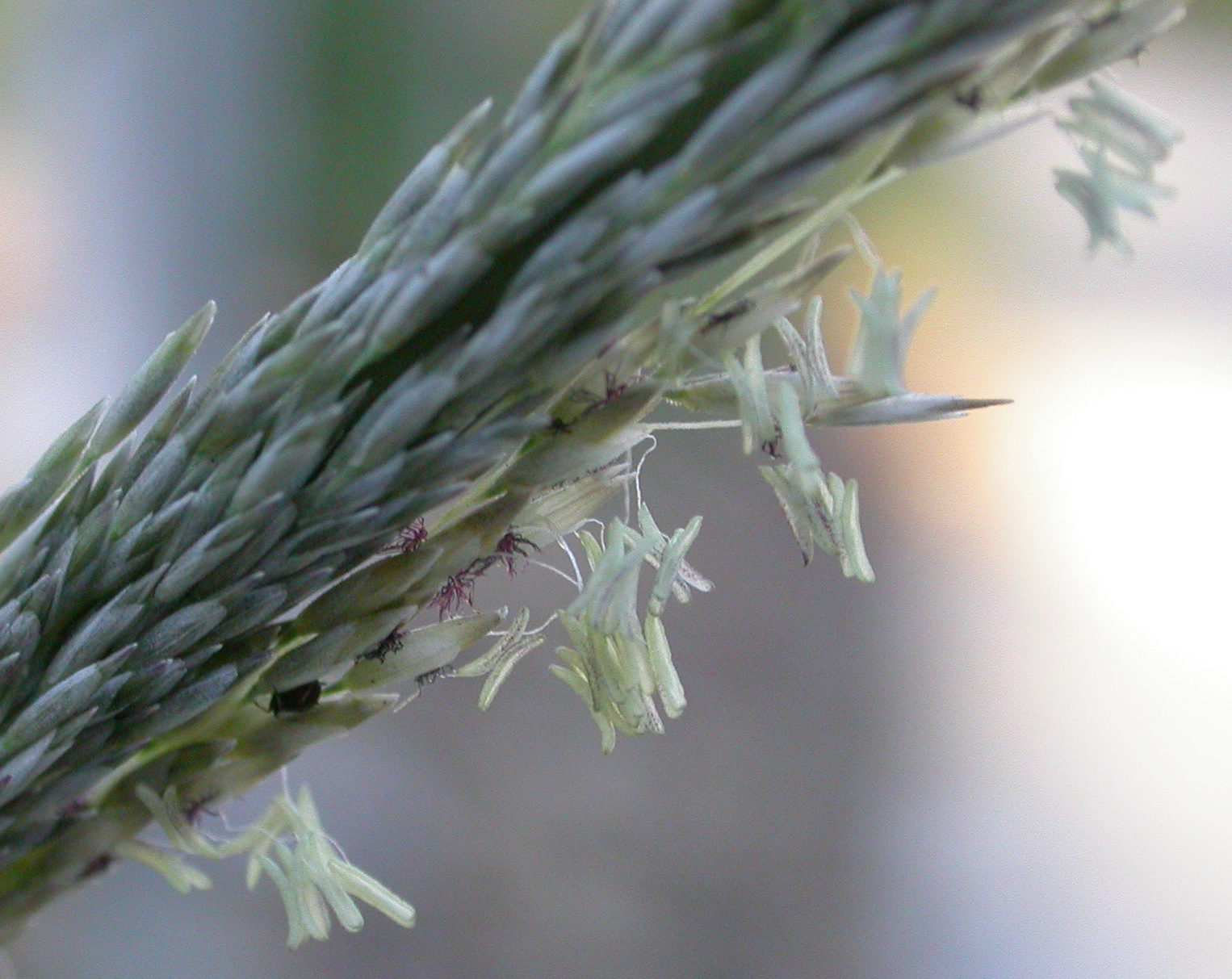